# 林世功
林 世功（りん せいこう、道光21年/天保12年12月24日（1842年2月3日） - 光緒5年/明治13年（1880年）11月20日）は、琉球王国末期の官僚・政治家。明治政府と清国の間に「分島増約案」が締結されそうになり、抗議して自決。位階は名城里之子親雲上（なしろさとぬしおやくもい）、号は春傍（しゅんぼう）。大和名は名城 春傍（なしろ しゅんぼう）である。

## 概要
先祖が中国福建省から琉球に渡来した久米三十六姓の出身。里之子親雲上は身分としては中級の士族であったが、首里の国学に学び、1865年に官生科（清国への留学生である官生の試験）に合格し、1868年10月に北京の国子監に留学、帰国後の1875年に国学大師匠に任じられ、続いて世子・尚典の教育係に抜擢されるなど将来を有望視された。明治政府が進める琉球処分に危機感を抱き、1876年に幸地朝常とともに密使として清国に渡り脱清人となる。以後、福建省を舞台に総理衙門など要路に琉球の危機を訴え続けるが、1879年には琉球処分と沖縄県の設置に至る。翌1880年、清朝要人に直接琉球救援を訴えるために北京に向かうが、途中の天津で日清間の先島割譲交渉（分島問題）を知って絶望し、北京入京後の11月20日、「一死なお社稷の存するを期す」と辞世の句を残して自刃した。享年40。